# Patrick G. Boll
Patrick Günther Boll (* 19. Dezember 1987 in Neuss-Uedesheim) ist ein deutscher Schauspieler.

## Leben
Patrick G. Boll wuchs in Uedesheim, einem Stadtteil von Neuss auf. Nach dem Abitur studierte er zunächst Wirtschaftsingenieurwesen an der TU Dortmund und danach zwei Semester Architektur. Von 2011 bis 2015 war Boll über 841 Episoden in der Reality-Seifenoper Berlin – Tag & Nacht in der Hauptrolle als Grafikkünstler Marcel Nowak zu sehen. Dort war er vor allem als Frauenheld bekannt. In Fack ju Göhte 2 (2015)  hat er eine kleine Rolle als Bootsverleiher.
Im Juli 2015 wurde Boll als einer der Hauptcharaktere in einem zweiten Primetime-Berlin – Tag & Nacht-Format bestätigt, das den Namen Meike und Marcel...Weil ich dich liebe trägt und für das er mit Pia Tillmann und Saskia Beecks auf Ibiza drehte. Mitte September 2015 wurde das Format erstmals ausgestrahlt.
Im März/April 2016 war Patrick G. Boll mit der Komödie Wanja und Sonja und Mascha und Spike von Christopher Durang in einer Produktion des Euro-Studio Landgraf auf Theatertournee; seine Partner waren Claudia Wenzel, Rüdiger Joswig und Antje Cornelissen. Er spielte den jungen Liebhaber Spike.
2016 spielte er als Bergführer Jan Fugain in der ZDF-Fernsehserie Die Bergretter mit. Im Oktober 2016 war er in einer Episodenrolle in der Action-Serie Alarm für Cobra 11 – Die Autobahnpolizei zu sehen. Außerdem spielte er in Klaus Lemkes  Film Bad Girl Avenue (2018), der im Juli 2018 auf dem Filmfest München seine Premiere hatte, in einer Nebenrolle mit. In der 13. Staffel der ZDF-Serie Notruf Hafenkante (2018) spielte Boll eine Episodenhauptrolle als chaotischer Ehemann und erfolgloser Musiker Danni Friese. In der 18. Staffel der ZDF-Serie Die Rosenheim-Cops (2019) hatte Boll ebenfalls eine Episodenhauptrolle als „attraktiver“ und „smarter“ Surflehrer Julian.

## Filmografie
- 2011–2015: Berlin – Tag & Nacht (Fernsehserie)
- 2015: Fack ju Göhte 2 (Kinofilm, Nebenrolle als Bootsverleiher)
- 2015: Meike und Marcel...Weil ich dich liebe (Fernsehserie)
- 2016: Schicksale – und plötzlich ist alles anders (Scripted Reality-Serie)
- 2016: The Year I Lost My Mind[12] (Kinofilm)
- 2016: Alarm für Cobra 11 – Die Autobahnpolizei: Der Ernst des Lebens (Fernsehserie, eine Folge)
- 2016: Die Bergretter: Achillesferse (Fernsehserie, Serienrolle)
- 2018: Bad Girl Avenue (Kinofilm)
- 2018: Notruf Hafenkante: Wach auf! (Fernsehserie, eine Folge)
- 2019: Die Rosenheim-Cops: Bretter, die die Welt bedeuten (Fernsehserie, eine Folge)